# Думка й мова
Думка і мова - відома праця лінгвіста О.О.Потебні. Написана й опублікована у 1862 р. В праці викладена основа філософсько-лінгвістичної концепції наукової школи "потебніанства". З'ясовується відношення мовознавства до філософії, психології та логіки. Розглядається історія мислення, як нерозривний процес з розвитком мови.
Праця «Думка і мова» суттєво визначила подальшу розробку філософських проблем мовознавства[джерело?].